# Resolutie 319 Veiligheidsraad Verenigde Naties
Resolutie 319 van de Veiligheidsraad van de Verenigde Naties werd op 1 augustus 1972 aangenomen. Veertien leden stemden voor. China nam
niet deel aan de stemming. De Veiligheidsraad vroeg secretaris-generaal Kurt Waldheim zijn consultaties met de partijen inzake Zuid-Afrika's bezetting van Zuidwest-Afrika voort te zetten.

## Achtergrond
Zuid-Afrika had na de Eerste Wereldoorlog een mandaat gekregen om Zuidwest-Afrika, het huidige Namibië, te besturen. Daar kwam tegen de jaren zestig verzet tegen. Zeker nadat Zuid-Afrika een politiek van apartheid begon te voeren, kwam er ook internationaal verzet, en in 1968 beëindigde de Verenigde Naties het mandaat. Zuid-Afrika weigerde Namibië te verlaten en hun verdere aanwezigheid werd door de VN illegaal verklaard.

## Inhoud
De Veiligheidsraad:
- Herinnert aan resolutie 309 en de andere resoluties over de kwestie-Namibië.
- Heeft het rapport van secretaris-generaal Kurt Waldheim overwogen.

1. Waardeert de inspanningen van de secretaris-generaal om resolutie 309 ten uitvoer te brengen.
2. Herbevestigt het recht van het Namibische volk op zelfbeschikking en onafhankelijkheid.
3. Herbevestigt ook de nationale eenheid en territoriale integriteit van Namibië.
4. Nodigt de secretaris-generaal uit om samen met de groep van de Veiligheidsraad opgezet in resolutie 309 de contacten met alle partijen voort te zetten met het oog op het creëren van de nodige omstandigheden waarin het Namibische volk hun recht op zelfbeschikking en onafhankelijkheid kan uitoefenen.
5. Keurt het voorstel van de secretaris-generaal om een vertegenwoordiger aan te stellen om hem bij te staan bij de uitvoer van zijn mandaat in paragraaf °4 goed.
6. Vraagt de secretaris-generaal om de Veiligheidsraad op de hoogte te houden en uiterlijk tegen 15 november over de uitvoer van resolutie 309 en deze resolutie te rapporteren.

## Verwante resoluties
- Resolutie 310 Veiligheidsraad Verenigde Naties
- Resolutie 311 Veiligheidsraad Verenigde Naties
- Resolutie 323 Veiligheidsraad Verenigde Naties
- Resolutie 342 Veiligheidsraad Verenigde Naties

Lijst ·  308 ·  309 ·  310 ·  311 ·  312 ·  313 ·  314 ·  315 ·  316 ·  317 ·  318 ·  319 ·  320 ·  321 ·  322 ·  323 ·  324